# 국제부흥개발은행

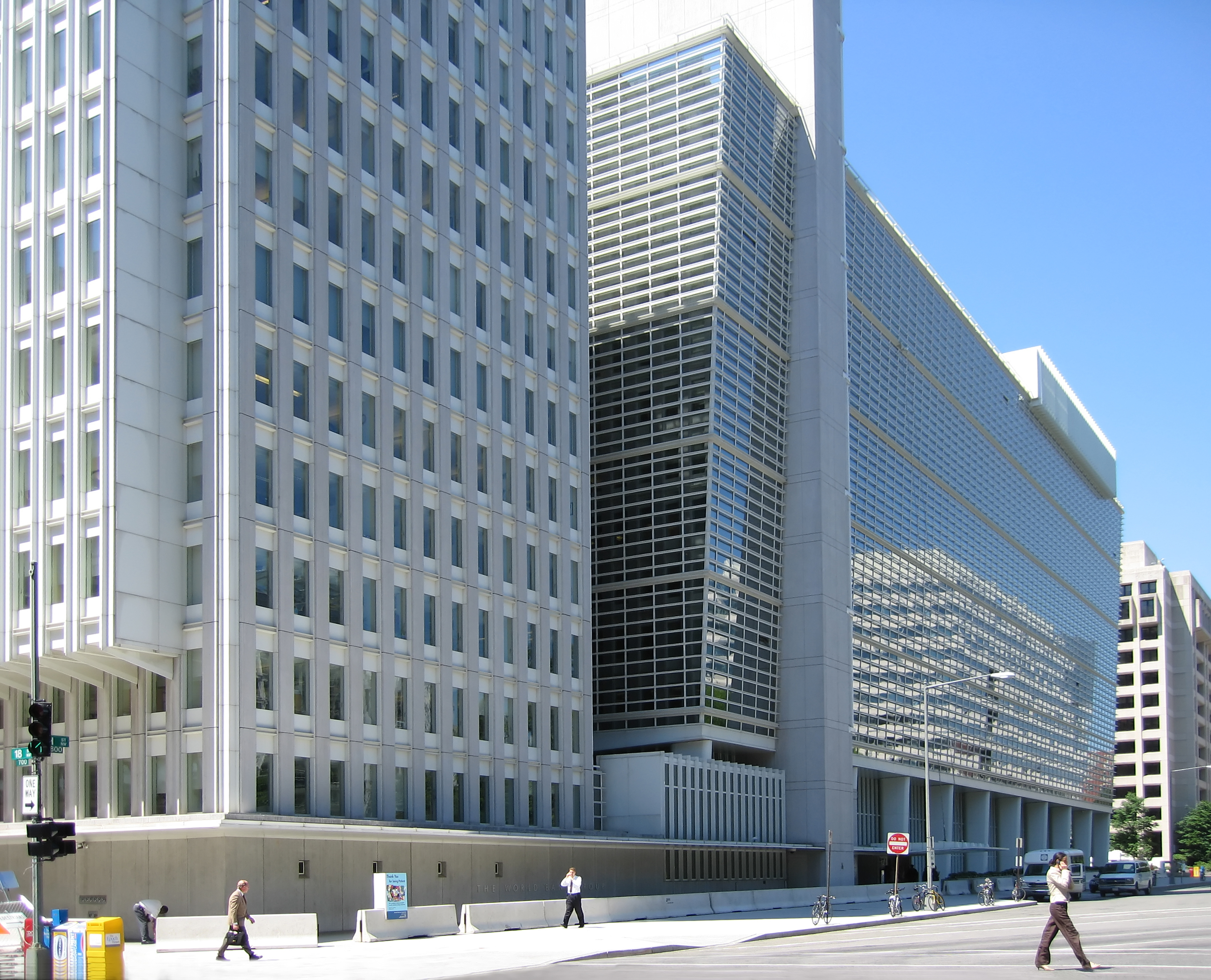

국제 부흥 개발 은행(國際復興開發銀行) 또는 IBRD(International Bank for Reconstruction and Development)는 세계은행 그룹을 구성하는 5개 기구 중 하나이다. IBRD는 본래 제2차 세계 대전 이후 황폐화된 국가들의 재건 비용을 조달해주기 위해 만들어진 국제 기구였다. 현재는 그 역할이 확대되어 빈곤 상태의 국가들을 구제하기 위한 역할도 수행하고 있다. IBRD의 재원은 그 회원국들이 지불하는 자금이다. 1944년 7월 1일에서
7월 22일까지 미국 뉴햄프셔주 브레턴우즈에서 행해진 UN 통화 재무 회의에서 이루어진 결의 사항에 따라 1945년 12월 27일 설립되었다.
IBRD는 국가와 공기업에 자금을 대출해 주는데 항시 정부(주권국)의 보증이 따라야 한다. 이러한 대출의 자금은 일차적으로 국제 자금 시장에서 융통되는 세계은행 채권으로 이루어지며 통상 연 120~150억 달러 수준이다. 이러한 채권들은 AAA(최상위)로 평가되는데, 이는 IBRD 회원국에 의해 후원되며 채무국의 보증이 있기 때문이다. 이러한 IBRD의 신용 등급 덕분에 상대적으로 저금리에 자금을 대출할 수 있다. 하지만 대부분의 개발도상국은 신용 등급이 낮은 경우가 많은데, 이러한 국가들에게 IBRD는 운영상 간접비를 포함하여 보통 이율에 대해 1% 정도의 추가 이율을 적용하여 자금을 대출해준다.

## 설립경위
1944년 7월 미국의 뉴햄프셔주 브레튼 우즈에서 44개국 대표자 참석한 가운데 열린 연합국 국제통화금융회의에서 IMF 설립협정문과 함께 IBRD 설립협정문이 채택되었으며, 이어 비준을 거쳐 1946년 6월 25일 IBRD가 워싱턴에 본부를 두고 업무를 개시하였다.
IBRD의 설립목적은 장기개발자금의 공여를 통하여 전후경제의 부흥(reconstructin)을 도모함과 동시에 개도국의 경제개발(development)을 지원하는 두 개의 목적을 가지고 출발하였다. 사실인즉, IBRD 최초의 차관은 1947년 5월 경제재건을 위해 프랑스정부에 인허한 250백만 달러의 대출이었다. 그러나 미국이 유럽의 경제재건을 위하여 자국의 대외 원조프로그램인 마셜계획(Marshall Plan)을 독자적으로 실시하게 되자, IBRD는 1948년 3월 칠레에 대한 대부(수력발전건설을 위한 13.5백만 달러의 대출계약)를 시작으로 개도국에 대한 장기개발자금의 공급에 주력하게 되었다.
IBRD는 가맹국 정부의 출자금에 의해 설립된 개발금융기관이다. 그 외에 자금원으로서 내부유보, 과거에 이루어진 대부의 회수금 및 국제자본시장으로부터의 차입 등이 있다. IBRD의 특징은 회원국의 공적 자금인 출자금으로 설립된다는 뜻에서 정부기관이지만, 대출재원의 반 이상이 국제자본시장에서 조달된다는 점이다.
때문에 IBRD는 차입금의 상환을 항상 고려하여 경영하고 있다. IBRD는 1947년 이래 매년 이익을 발생시켜 흑자경영을 지속하고 있다. 1995년에는 약 14억 달러의 순이익을 기록하였다. 그러나 IBRD는 회원국 정부에 대해 이익배분은 하지 않고 순익의일부를 IDA의 자금원천으로 이용한다.

## 가입자격 및 투표권
IBRD 가입자격은 IMF 회원국으로 제한하고 있다. 가입결의안이 총회투표로 채택되면 가입예정국은 출자주식을 인수하고 IBRD의 자본금이 되는 출자금(subscribed capital)의 납입을 완료함으로써 정식 회원국으로 인정된다. 따라서 IBRD는 회원국 정부의 출자금에 의해 설립된 개발금융기관이다. IBRD의 회원국수는 1946년 설립 당시 29개국에서 대폭 증가하여 2003년 말 현재 184개국에 이르고 있다.
브레튼우즈 체제의 자매기구인 IMF와 마찬가지로 IBRD의 조직구조는 선진경제권의 회원국에게 유리하게 구성되어 있다. 가중투표제가 채용되어 투표권은 출자의 규모에 따라 좌우되므로 미국 단독으로도 1995년 6월 말 현재 투표권 비중이 16.98%에 이르고 있다. 미국, 영국, 독일, 일본, 프랑스 등의 5대 출자국의 투표권비중을 합계하면 37.28%가 된다. 우리나라의 출자비중은 0.64%, 투표권비중도 0.64%로서 32위의 순위를 기록하고 있다.
IBRD는 소수 강대국의 편중을 방지하고 소규모 출자국의 상대적 발언권을 강화하기 위해 모든 회원국에게 250표의 기본표를 주고 있다(후술할 IDA의 경우도 유사하다). 기본표의 배분은 개발도상회원국 전체의 이익 보호를 위해 회원국과 선진국간의 투표권 균형을 유지할 목적으로도 활용되고 있다.
세계은행그룹의 고위직급도 대부분 미국, 영국 그리고 서유럽제국의 인원으로 충원되어 있으며, 규정은 없으나 현재 9대에 이르기까지 미국인이 총재로 선출되어 왔다. 이러한 이유로 세계은행그룹의 정책이 미국을 포함한 서방세계에서 용인되는 정치 및 경제철학에 좌우될 것이라는 의구심을 불러일으키고 있다. 특히 세계은행그룹은 원조수해국에서 민간기업의 지원과 자유방임정책의 추진에 지나치게 배려하고 있다는 비판을 받아오고 있다. 또한 부유한 서방국가는 개도국에 대해서 채권자의 입장에 서있기 때문에 세계은행그룹은 선진회원국의 영향력 아래서 채권자의 권리행사에 치중하여 왔고, 국제수지위기에 직면한 저소득 개도국의 채무이행불능에 대해 강경한 자세를 취해 왔다는 지적을 받고 있다.

## 조직
IBRD의 기구는 총회, 상무이사회, 총재 및 이들을 보조하는 기구로 구성되어 있다. IBRD는 본부에 17부 51국, 5개의 지역본부, 3개의 지역사무소 및 48개 개도국에 주재소를 설치하고 있다. IBRD는 의사결정과정 및 업무수행의 효율성 제고를 위하여 1991년 12월 1일 기존 3인의 수석 부총재직을 폐지하고 정책자문 역할을 수행하는 전문이사직을 신설하였으며, 1995년 12월에 전무이사(Managing Director)를 3인에서 5인(운영담당 2, 자산관리담당, 인적자원관리담당, 민간부문업무담당)으로 증원하고 담당업무별 책임소재를 명확히 하였다.
총회는 최고의사결정기관으로서 각 회원국이 임명하는 위원과 대리위원 각 1명씩으로 구성된다. 일체의 권한은 총회에 부여되어 있으나 신회원국의 승인, 자본의 증감, 회원국의 자격 정지 등 중요사항을 제외하고는 대부분의 권한을 상무이사회에 위임한다. 총회는 연 1회 IMF와 합동으로 개최된다.
총회에서 위임된 권한에 따라 IBRD의 통상업무를 수행하는 상무이사회는 IMF 조직과 마찬가지로 5명의 지명이사와 19명의 선출이사로 구성되는데 지명이사는 5대출자국에서 각각 1명씩 지명되며, 선출이사는 그 외 회원국 위원들이 그룹별로 행하는 호선에 의해 선출된다.
개발위원회(Development Committee 또는 Joint Ministrial Committee of the Board of Governors of the Bank and the Fund on the Transfer of Real Resources to Developing Countries)는 개도국으로의 자원이전에 관한 문제를 구체적으로 논의하고 후발개도국 또는 MSAC(Most Seriously Affected Countries)의 문제를 검토하기 위하여 1974년부터 운영되고 있는 세계은행 및 IMF와의 합동위원회이다.

## 회원국
다음은 IBRD 회원국이다.
- 가나
- 가봉
- 가이아나
- 감비아
- 과테말라
- 그레나다
- 그리스
- 기니
- 기니비사우
- 나미비아
- 나우루
- 나이지리아
- 남수단
- 남아프리카 공화국
- 네덜란드
- 네팔
- 노르웨이
- 뉴질랜드
- 니제르
- 니카라과
- 대한민국
- 덴마크
- 도미니카 공화국
- 도미니카 연방
- 독일
- 동티모르
- 라오스
- 라이베리아
- 라트비아
- 러시아
- 레바논
- 레소토
- 루마니아
- 룩셈부르크
- 르완다
- 리비아
- 리투아니아
- 마다가스카르
- 마셜 제도
- 말라위
- 말레이시아
- 말리
- 멕시코
- 모로코
- 모리셔스
- 모리타니
- 모잠비크
- 몬테네그로
- 몰도바
- 몰디브
- 몰타
- 몽골
- 미국
- 미얀마
- 미크로네시아 연방
- 바누아투
- 바레인
- 바베이도스
- 바하마
- 방글라데시
- 베냉
- 베네수엘라
- 베트남
- 벨기에
- 벨라루스
- 벨리즈
- 보스니아 헤르체고비나
- 보츠와나
- 볼리비아
- 부룬디
- 부르키나파소
- 부탄
- 북마케도니아
- 불가리아
- 브라질
- 브루나이
- 사모아
- 사우디아라비아
- 산마리노
- 상투메 프린시페
- 세네갈
- 세르비아
- 세이셸
- 세인트루시아
- 세인트빈센트 그레나딘
- 세인트키츠 네비스
- 소말리아
- 수단
- 수리남
- 스리랑카
- 스웨덴
- 스위스
- 스페인
- 솔로몬 제도
- 슬로바키아
- 슬로베니아
- 시리아
- 시에라리온
- 싱가포르
- 아랍에미리트
- 아르메니아
- 아르헨티나
- 아이슬란드
- 아이티
- 아일랜드
- 아제르바이잔
- 아프가니스탄
- 알바니아
- 알제리
- 앙골라
- 앤티가 바부다
- 에리트레아
- 에스와티니
- 에스토니아
- 에콰도르
- 에티오피아
- 엘살바도르
- 영국
- 예멘
- 오만
- 오스트레일리아
- 오스트리아
- 온두라스
- 요르단
- 우간다
- 우루과이
- 우즈베키스탄
- 우크라이나
- 이라크
- 이란
- 이스라엘
- 이집트
- 이탈리아
- 인도
- 인도네시아
- 일본
- 자메이카
- 잠비아
- 적도 기니
- 조지아
- 중국
- 중앙아프리카 공화국
- 지부티
- 짐바브웨
- 차드
- 체코
- 칠레
- 카메룬
- 카보베르데
- 카자흐스탄
- 카타르
- 캄보디아
- 캐나다
- 케냐
- 코모로
- 코소보
- 코스타리카
- 코트디부아르
- 콜롬비아
- 콩고 공화국
- 콩고 민주 공화국
- 쿠웨이트
- 크로아티아
- 키르기스스탄
- 키리바시
- 키프로스
- 타지키스탄
- 탄자니아
- 태국
- 튀르키예
- 토고
- 통가
- 투르크메니스탄
- 투발루
- 튀니지
- 트리니다드 토바고
- 파나마
- 파라과이
- 파키스탄
- 파푸아뉴기니
- 팔라우
- 페루
- 포르투갈
- 폴란드
- 프랑스
- 피지
- 핀란드
- 필리핀
- 헝가리

## 같이 보기
- 브레턴우즈 체제